# Union Sportive de Luxembourg
O Union Luxembourg ou US Luxembourg foi um antigo clube de futebol de Luxemburgo. Em 2005, ele se fundiu com outros dois clubes do pequeno país (CS Alliance 01 Luxembourg e CA Spora Luxembourg) para criar o RFC Union Luxembourg.